# Египетско-казахстанские отношения
Египетско-казахстанские отношения — двусторонние дипломатические отношения между Египтом и Казахстаном, установленные 6 марта 1992 года. В 2011 году двусторонний товарооборот между Египтом и Казахстаном составил 90,9 млн долларов.

## История
В советский период отношения между Египтом и Казахстаном развивались в рамках египетско-советских отношений. 6 марта 1992 года между Египтом и Казахстаном были установлены дипломатические отношения. В феврале 1993 года Н. А. Назарбаев посетил Египет. В апреле 1993 года в Египте открылось посольство Казахстана. В Астане было создано посольство Египта. В 2006 году Х. Мубарак посетил Казахстан. В марте 2007 года Н. А. Назарбаев посетил Египет. В мае 2008 года Н. А. Назарбаев посетил Египет. В 2016 году А. ас-Сиси посетил Казахстан.

## Экономические отношения
В 2011 году двусторонний товарооборот между Египтом и Казахстаном составил 90,9 млн долларов.

## Сотрудничество в сфере образования
В 2001 году был открыт Египетский университет исламской культуры «Нур-Мубарак».

## Послы Египта в Казахстане
- Маналь Йахья аш-Шиннауи (приступила к обязанностям в ноябре 2019 года)[2].

## Послы Казахстана в Египте
- Б. Тайжан (1993—1999)[2].
- А. А. Мусинов (1999—2002)[2].
- Б. К. Амреев (2002—2008)[2].
- Б. С. Тасымов (2008—2011)[2].
- Б. С. Арын (2011—2016)[2].
- А. К. Исагалиев (2017—2020)[2].